# James Whitcomb
James Whitcomb (Rochester, 1795. december 1. – New York, 1852. október 4.) az Amerikai Egyesült Államok szenátora (Indiana, 1849–1852).